# キマユムシクイ
キマユムシクイ （黄眉虫喰、学名：Phylloscopus inornatus） は、ムシクイ科に分類される鳥の一種である。

## 分布
- 旧北区、東洋区に生息する。

ヒマラヤ山脈の北側の中国内陸部、中央アジア東部、ロシア東部で繁殖する。冬期は、インド、東南アジアなどに渡りをおこない越冬する。
- 日本では旅鳥として、主に日本海側の島嶼部や南西諸島で少数が観察される。春の渡りの方が、やや記録が多い。南西諸島ではごく一部の個体が越冬している。

## 形態
全長約10.5cm。ムシクイ類中では小型の種である。体の上面は黄緑色で下面は少し黄色がかった白色である。カラフトムシクイとよく似ているが、頭央の黄色の線が不鮮明なことと、体上面の色がやや暗めの黄緑色で腰も同色であることで区別できる。眉斑は黄色味を帯びた白である。

## 生態
森林で生活する。
食性は動物食で、昆虫類を主に食べる。

## 画像
上から2番目がキマユムシクイ